# Walter Gropius
Vous lisez un « bon article » labellisé en 2019.
Pour les articles homonymes, voir Gropius.
Walter Gropius, né le 18 mai 1883 à Berlin et mort le 5 juillet 1969 à Boston (États-Unis), est un architecte, designer et urbaniste allemand, naturalisé américain en 1944. Il est le fondateur du Bauhaus, mouvement clé de l'art européen de l'entre-deux-guerres, qui jette les bases du style international. Théoricien du design, il promeut toute sa vie les concepts de rationalisme, de fonctionnalisme et de standardisation.
Walter Gropius commence sa carrière d’architecte sous la direction de Peter Behrens. Il adhère au courant moderniste du Deutscher Werkbund, et réalise dès 1911 un coup de maître avec l’usine Fagus. En 1919, au sortir de la Première Guerre mondiale, il prend la tête de l’École d’arts appliqués de Weimar qu’il renomme Bauhaus. Il y introduit une nouvelle façon d’enseigner l’art et la technique. Plus tard, il conçoit pour cette école les célèbres bâtiments du Bauhaus de Dessau. En 1926, il quitte ses fonctions de directeur du Bauhaus et poursuit son travail d’architecte. Toutefois, le manque de commandes le pousse à émigrer au Royaume-Uni, puis aux États-Unis en 1937. Nommé professeur à l'université Harvard, il forme une génération d’architectes en parallèle de sa carrière. Son dernier projet d’envergure est le gratte-ciel Pan Am Building à New York en 1958. Après sa mort, plusieurs de ses créations sont gérées par des organisations de sauvegarde du patrimoine, et plusieurs de ses réalisations sont inscrites sur la liste du patrimoine mondial de l'UNESCO, parmi lesquelles l’usine Fagus, le campus du Bauhaus à Dessau et les Cités du modernisme de Berlin.

## Biographie

### Famille et jeunesse
Né à Berlin le 18 mai 1883, Walter Gropius est le troisième enfant de Walter Adolph Gropius (de) et de Manon Scharnweber, fille de l'homme politique prussien Georg Scharnweber (de). Il grandit au sein d'une famille relativement aisée. Son père est conseiller en bâtiment à la préfecture de police de Berlin. Walter a un oncle déjà connu dans le milieu architectural, Martin Gropius (1824-1880), auquel on doit les plans du musée des arts décoratifs de Berlin. En outre, Martin est un élève de Karl Friedrich Schinkel, architecte notoire à cette époque, avec qui Carl Gropius, l'arrière-grand-père de Walter, a combattu sous les ordres du maréchal Gebhard Leberecht von Blücher lors de la bataille de Waterloo.
De 1903 à 1905, Walter Gropius étudie l’architecture à l'École technique supérieure de Munich, avant de poursuivre son cursus universitaire à l'École technique supérieure de Berlin. Mais en 1907, il met un terme à ses études et quitte l'université sans se présenter aux examens de diplôme. La même année, il part en Espagne pour un voyage qui dure un an.

### Débuts comme architecte

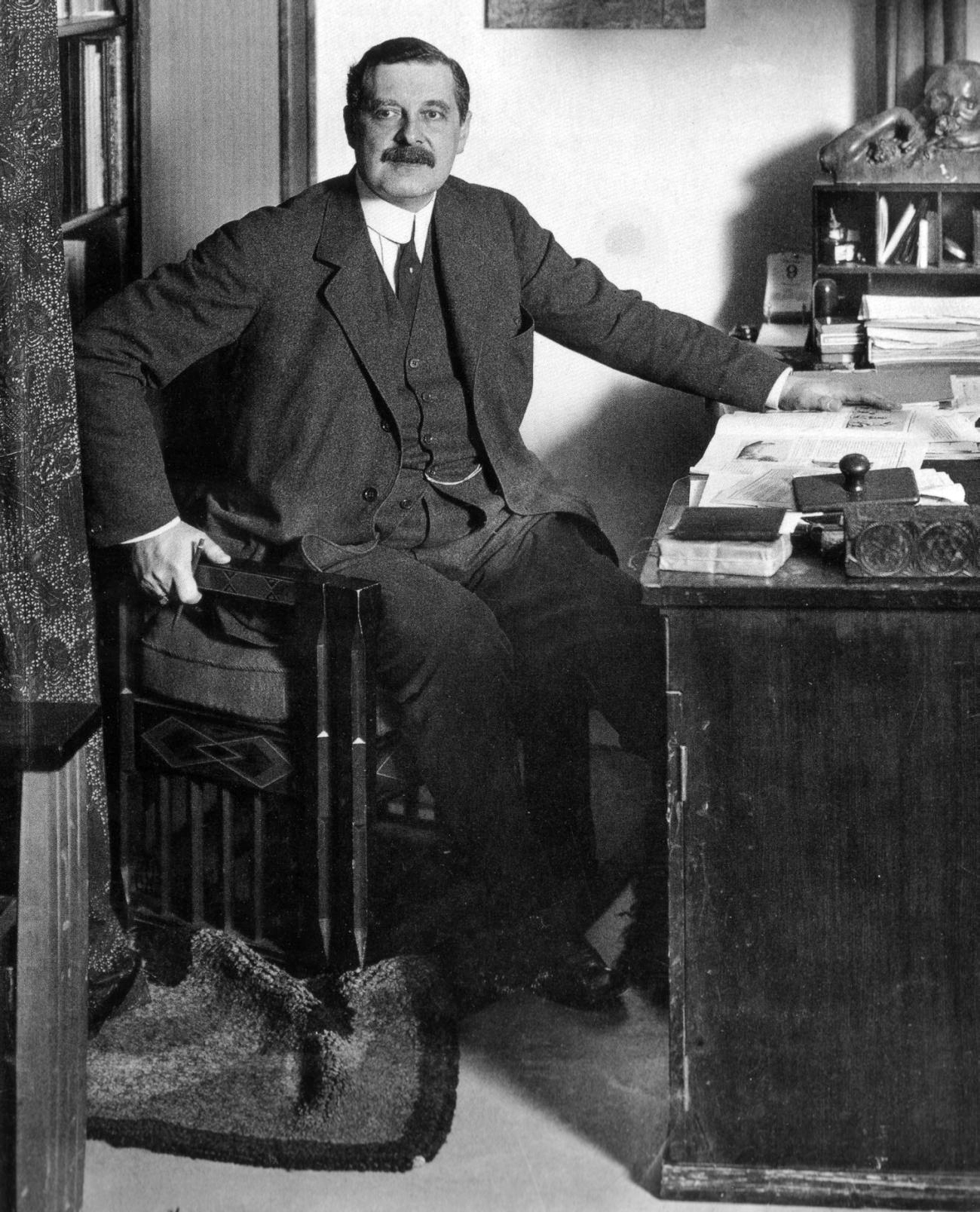
Peter Behrens, directeur de l'agence où travaille Walter Gropius de 1908 à 1910.

En 1908, Walter Gropius est embauché comme assistant et chef de chantier au sein de l'agence d'architecture berlinoise de Peter Behrens, grâce à l’appui du mécène Karl Ernst Osthaus rencontré en Espagne,. Il côtoie alors Ludwig Mies van der Rohe qui travaille également à l’agence. Peu après, il rédige un essai qu'il soumet au président d'AEG sous la forme d’un « programme pour la création d'une société générale d'architecture sur une base artistique unifiée, », dans lequel il promeut une approche industrielle et standardisée de l'architecture, principe proche du taylorisme,.

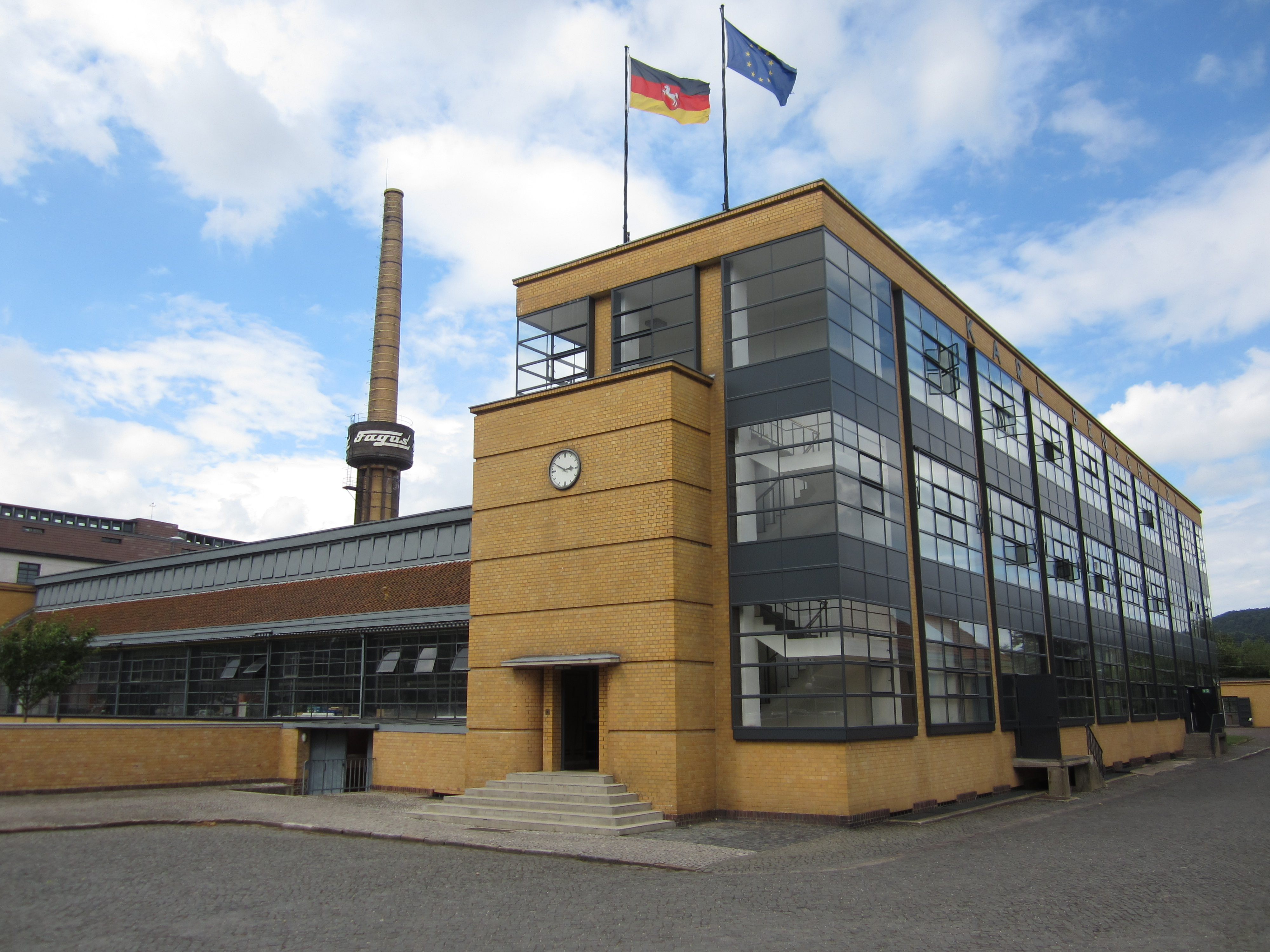
L'usine Fagus à Alfeld, en Allemagne.

En 1910, Walter Gropius ouvre son cabinet d'architecture à Potsdam dans le quartier de Neubabelsberg. Son principal collaborateur y est Adolf Meyer. Les premiers maîtres d'ouvrage avec lesquels il peut exprimer sa créativité sont issus du monde de l'industrie et c'est ainsi qu'en 1911, il commence la construction de l’usine Fagus, une fabrique de formes à chaussures à Alfeld. L'édifice, achevé en 1913, se caractérise par des toits plats, une structure métallique et des façades entièrement vitrées structurées visuellement par des lignes orthogonales. L'utilisation d'une charpente porteuse permet de libérer les murs de leur fonction porteuse et de séparer ainsi la structure portante et les cloisons extérieures. De grandes parois vitrées s’étendent sur les trois niveaux de l’édifice. Elles sont encadrées par des chassis métalliques séparés par des piliers recouverts d’un parement en briques. Grâce à cette conception, l'architecte introduit des angles de bâtiment entièrement en châssis de verre.

### Adhésion aux mouvements avant-gardistes

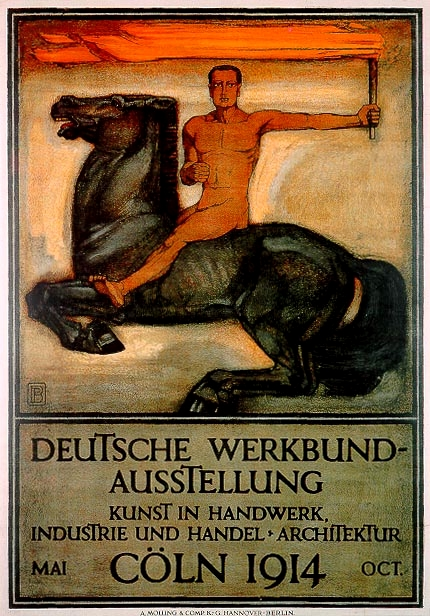
Affiche de l'exposition du Deutscher Werkbund de Cologne en 1914.

Toujours en 1910, l’architecte adhère au Deutscher Werkbund, association d’artistes qui promeut l'innovation dans les arts appliqués et l'architecture. D'une part, ce mouvement influence durablement la vision de Walter Gropius en termes de conception, de promotion et de fonctionnalité dans l'artisanat et l’industrie ; il va, d'autre part, développer la créativité du jeune architecte, et le libérer des références architecturales historiques : les formes architectoniques des édifices que Gropius crée résultent essentiellement des contraintes liées aux formes techniques (v. fonctionnalisme). Avec Adolf Meyer, il affine également ses méthodes de création. Comme il ne sait pas dessiner, il s'entoure de gens capables de le faire. Dès lors, il trace les grandes lignes et ses collaborateurs finalisent les plans. Par ailleurs, Gropius développe aussi toute une méthode basée sur la communication : il donne des conférences, publie des articles, des livres, des essais, etc..
Fort de l'accueil positif de la critique pour l’usine Fagus, l’architecte présente en 1914 un ensemble prototype de bureaux et une usine modèle pour l'exposition du Deutscher Werkbund à Cologne. Durant les premières années de l’agence d’architecture, il conçoit également des meubles, des papiers peints, des objets de grande série, des carrosseries automobiles et même une locomotive diesel.
La Première Guerre mondiale interrompt la carrière de Gropius. Appelé comme réserviste, il sert sur le front de l'Ouest en tant que sergent-major durant toutes les hostilités, et il est très gravement blessé, frôlant la mort. À la fin de la guerre, il porte le grade d'officier, lieutenant dans le corps des transmissions. Il est décoré à deux reprises de la croix de fer. D'abord belliciste, soutenant l’empereur Guillaume II, il se résigne peu à peu en voyant le chaos dans lequel la guerre entraîne le pays. De plus, ces quatre ans de conflit l'ont convaincu de se tenir à l'écart de toute prise de position politique.

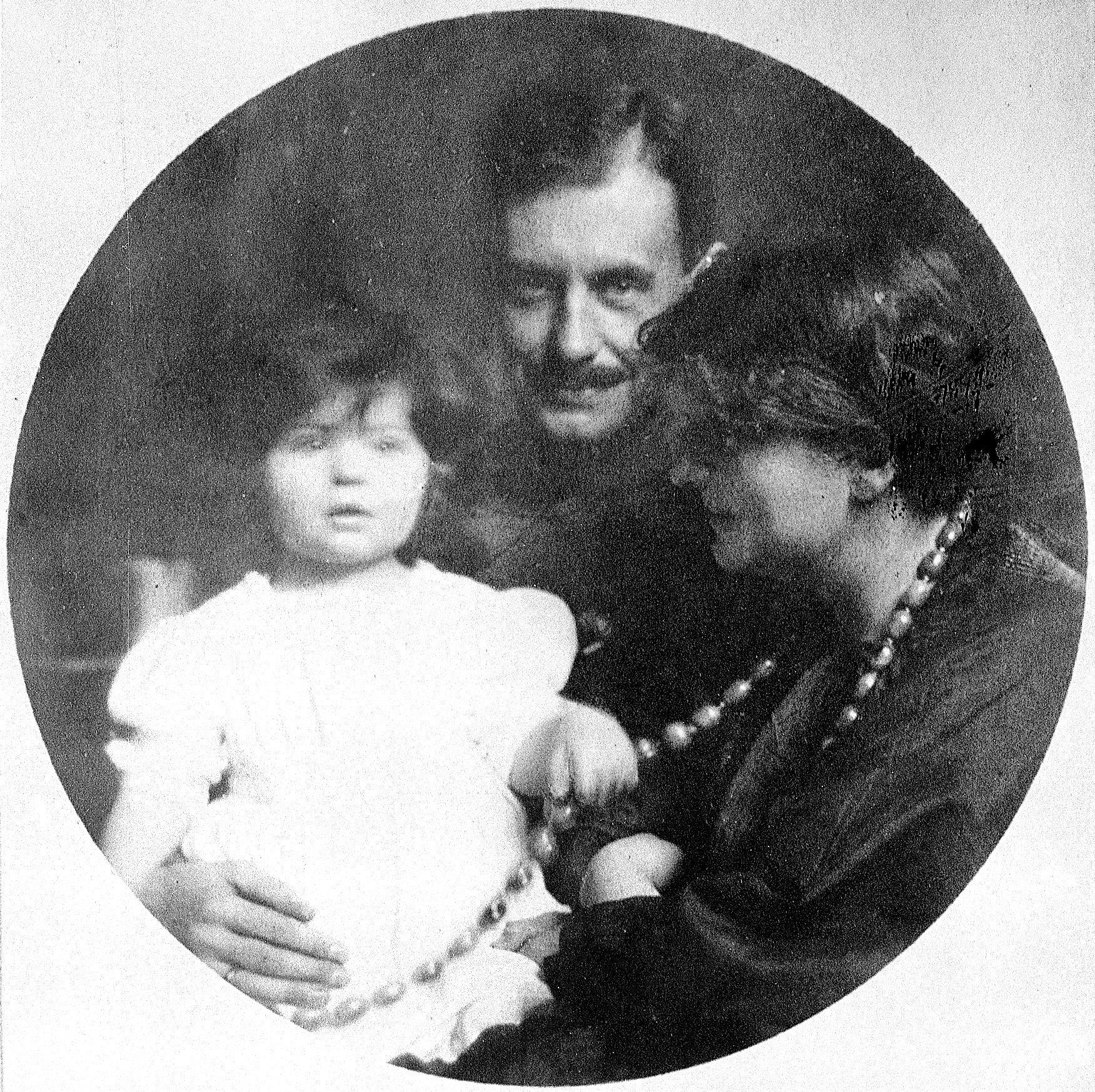
Manon Gropius, Walter Gropius et Alma Mahler en 1918.

En 1915, il épouse Alma Mahler, la veuve de Gustav Mahler. L’année suivante naît une fille, prénommée Manon. Le couple divorce en 1920. La mort de Manon, le 22 avril 1935 à l’âge de dix-huit ans, inspire à Alban Berg son Concerto à la mémoire d'un ange, composé la même année.
En 1919, Gropius adhère à plusieurs mouvements artistiques et prend part, sous le pseudonyme de « Maß », aux échanges épistolaires entre utopistes expressionnistes, échanges qui prennent la forme d'une chaîne de lettres. Ce groupe de correspondants, appelé la « Gläserne Kette » (Chaîne de verre), se forme sous l’impulsion de Bruno Taut et est actif entre novembre 1919 et décembre 1920. Leur correspondance alimente les bases théoriques de l’architecture expressionniste en Allemagne. Walter Gropius adhère également à l'Arbeitsrat für Kunst ainsi qu'au Novembergruppe, deux associations d'architectes et d'artistes, également fondées par Bruno Taut.

### Fondation du Bauhaus

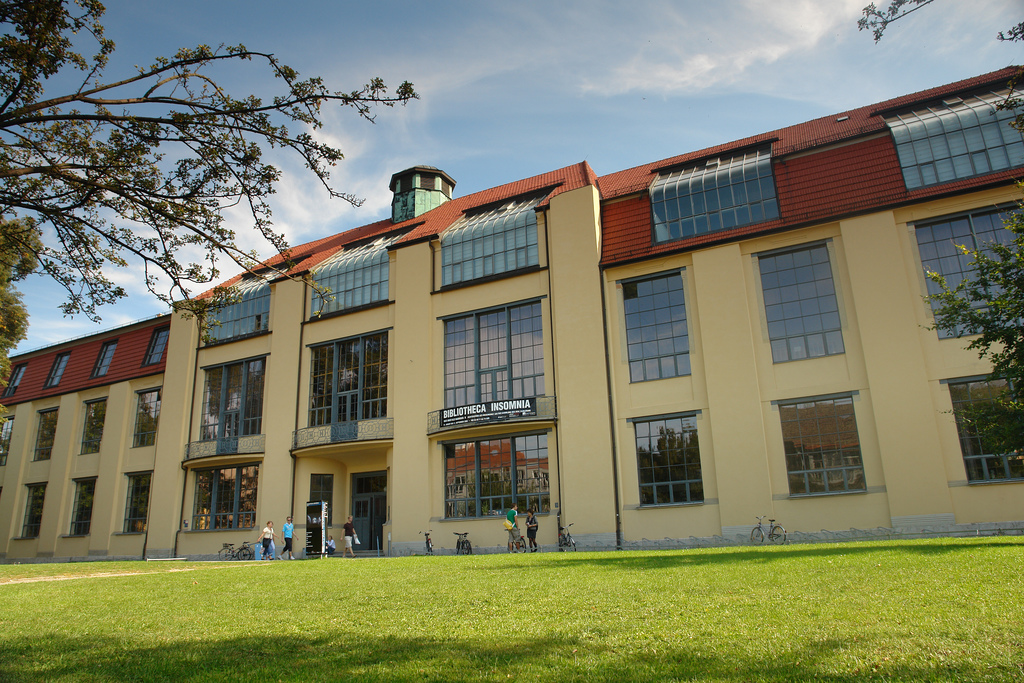
Bâtiment du Bauhaus de Weimar.

En 1915, l'un des membres importants du Deutscher Werkbund, Henry Van de Velde, démissionne de la direction de la Kunstgewerbeschule, l'école des arts décoratifs de Weimar, à cause des pressions qu’il subit en raison de sa nationalité belge. Il recommande Walter Gropius pour lui succéder. Dès 1916, l'architecte soumet donc au grand-duché de Saxe-Weimar-Eisenach un document dans lequel il formule ses « Recommandations pour la création d'une école susceptible de fournir une orientation artistique à l'industrie, au commerce et à l'artisanat ». Au sortir de la guerre, après la proclamation de la république de Weimar en novembre 1918, il est nommé professeur à l'Académie des beaux-arts de Weimar (Kunsthochschule). En 1919, Walter Gropius réussit à faire fusionner l’école des Arts décoratifs et celle des Beaux-arts. Et le 1er avril de cette même année, il est nommé directeur de cette nouvelle école, qu’il renomme quelques jours plus tard Staatliches Bauhaus in Weimar (de l'allemand Bau, « bâtiment, construction », et Haus, maison ; Bauhaus : « maison du bâtir, maison de la construction »).
Walter Gropius publie alors le manifeste du Bauhaus, dans lequel il définit la vocation de l'école : « Le but de toute activité plastique est la construction ! […] Architectes, sculpteurs, peintres, nous devons tous revenir au travail artisanal, parce qu’il n'y a pas d'art professionnel. Il n’existe aucune différence essentielle entre l’artiste et l’artisan. […] [Veuillons], concevons et créons ensemble la nouvelle construction de l’avenir, qui embrassera tout en une seule forme : architecture, art plastique et peinture »,. Avec l’école du Bauhaus, il entend donc réformer profondément l’orientation des écoles d’art et combattre l’académisme ambiant, tout en encourageant l’émulation entre artistes et artisans. Il souhaite que les élèves apprennent à utiliser les matériaux modernes et innovants, et à réfléchir à la production ainsi qu'au design à l'heure de l'industrialisation.
Walter Gropius introduit un cours préliminaire dans le cursus des étudiants : il s'agit d'un semestre de formation générale qui porte sur la créativité et qui constitue le sésame pour leur admission dans un atelier spécifique. Il nomme le professeur d’art Johannes Itten comme maître et directeur de ce cours. Il nomme également deux autres maîtres : le sculpteur Gerhard Marcks et le peintre Lyonel Feininger. Les ateliers que Gropius met sur pied concernent plusieurs matériaux et techniques : métal, menuiserie, textile, verre, céramique, peinture murale, sculpture sur bois et pierre, théâtre, imprimerie et reliure.
Parallèlement à sa fonction de directeur du Bauhaus, Walter Gropius continue d’exercer son activité d’architecte. Il associe à certains projets des membres de l’école, élèves ou enseignants. Le premier grand projet que son cabinet d’architecture conçoit sous l’ère Bauhaus est la Villa Sommerfeld à Berlin, en 1920. Cette maison à ossature bois est commandée par l’entrepreneur Adolf Sommerfeld, grand soutien financier de l’architecte durant les années Bauhaus. Parmi les étudiants qui participent à la construction de l’édifice, on peut citer Joost Schmidt pour la charpente, Josef Albers pour les fenêtres et Marcel Breuer pour le mobilier.

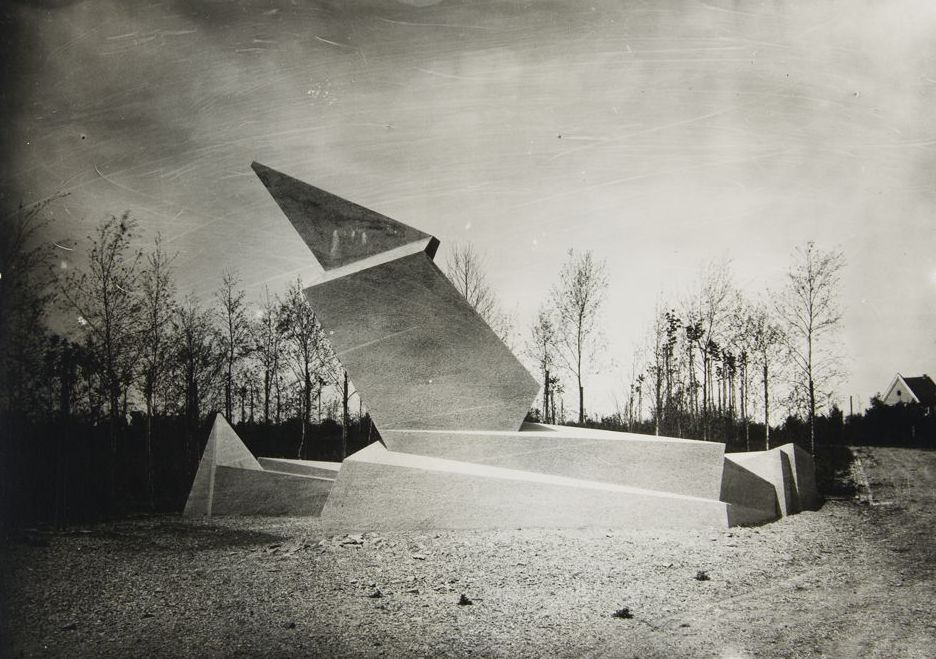
Monument aux morts de mars, Weimar, 1922.

En mars 1920, des troubles agitent la jeune république de Weimar. Bien qu'il échoue, le putsch de Kapp fait plusieurs dizaines de morts. Et même si Walter Gropius refuse toute politisation du Bauhaus, lui et son bureau d’architecture participent au concours pour le projet de stèle à la mémoire des victimes du Putsch. Le projet est retenu et le monument sera inauguré en 1922. Réalisé d’après des esquisses d'Alfréd Forbát, le mémorial construit par Walter Gropius est résolument abstrait, marqué par de vigoureuses formes anguleuses en béton. Si cette œuvre, hautement décriée par ses contemporains conservateurs, est détruite en 1933, elle reste une des créations les plus radicales de l'architecte. Et même si Gropius est essentiellement connu pour être une figure majeure du fonctionnalisme, son monument aux morts laisse apparaître clairement l'influence du courant expressionniste sur son travail.

### Le tournant De Stijl

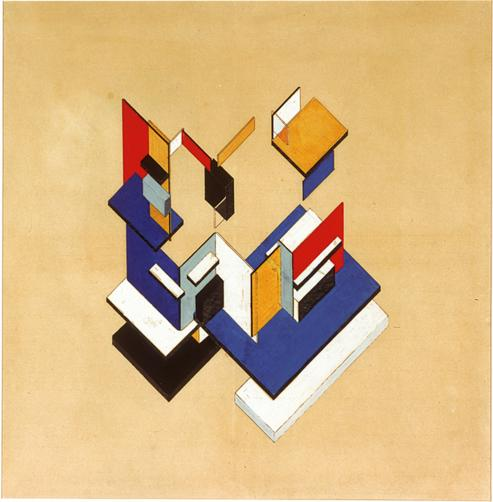
Theo van Doesburg, Contre-Construction, 1923.

En 1922, Walter Gropius et Adolf Meyer présentent un projet pour le concours international de l'immeuble du Chicago Tribune. Il s'agit de concevoir le gratte-ciel abritant le nouveau siège du quotidien. L’architecte propose un édifice résolument moderne, dont le style est en continuité avec l’usine Fagus, tout en étant nourri par des influences du mouvement De Stijl. Walter Gropius y note des références à l’école de Chicago. Le projet n’est cependant pas retenu, car trop moderne et radical, et le jury préfère la proposition de Raymond Hood et sa Tribune Tower de style néogothique.
En 1923, Walter Gropius nomme l’artiste László Moholy-Nagy au poste de directeur du cours préliminaire, devenu vacant à la suite de la démission de Johannes Itten. Sa venue marque la fin de la tendance expressionniste ayant cours au sein de l'école. Parallèlement à cela, l’émergence du mouvement De Stijl promu par Theo van Doesburg est fondamentale dans la réforme idéologique du Bauhaus que mène Walter Gropius,. L’école du Bauhaus prend une orientation qui veut allier l’art et la technique. En se dirigeant ainsi vers le design industriel, l’école amorce un tournant constructiviste,.
Le 16 octobre 1923, Gropius épouse Ilse Frank (1897 - 1983), dite « Ise », qu'il a rencontrée la même année lors d’une conférence à Hanovre. Et cette même année, il organise l’exposition du Bauhaus de Weimar, destinée à montrer au public les résultats de l'école. L'architecte y présente un concept d’habitation standardisée, la Baukasten im Großen (littéralement « boîte de construction grandeur nature »), basé sur une standardisation et une modularité des blocs d’habitation. Gropius propose également lors de cette exposition le seul édifice effectivement bâti, baptisé Haus am Horn. Cette maison de forme cubique est basée sur les plans de Georg Muche.

### Vers le Bauhaus de Dessau

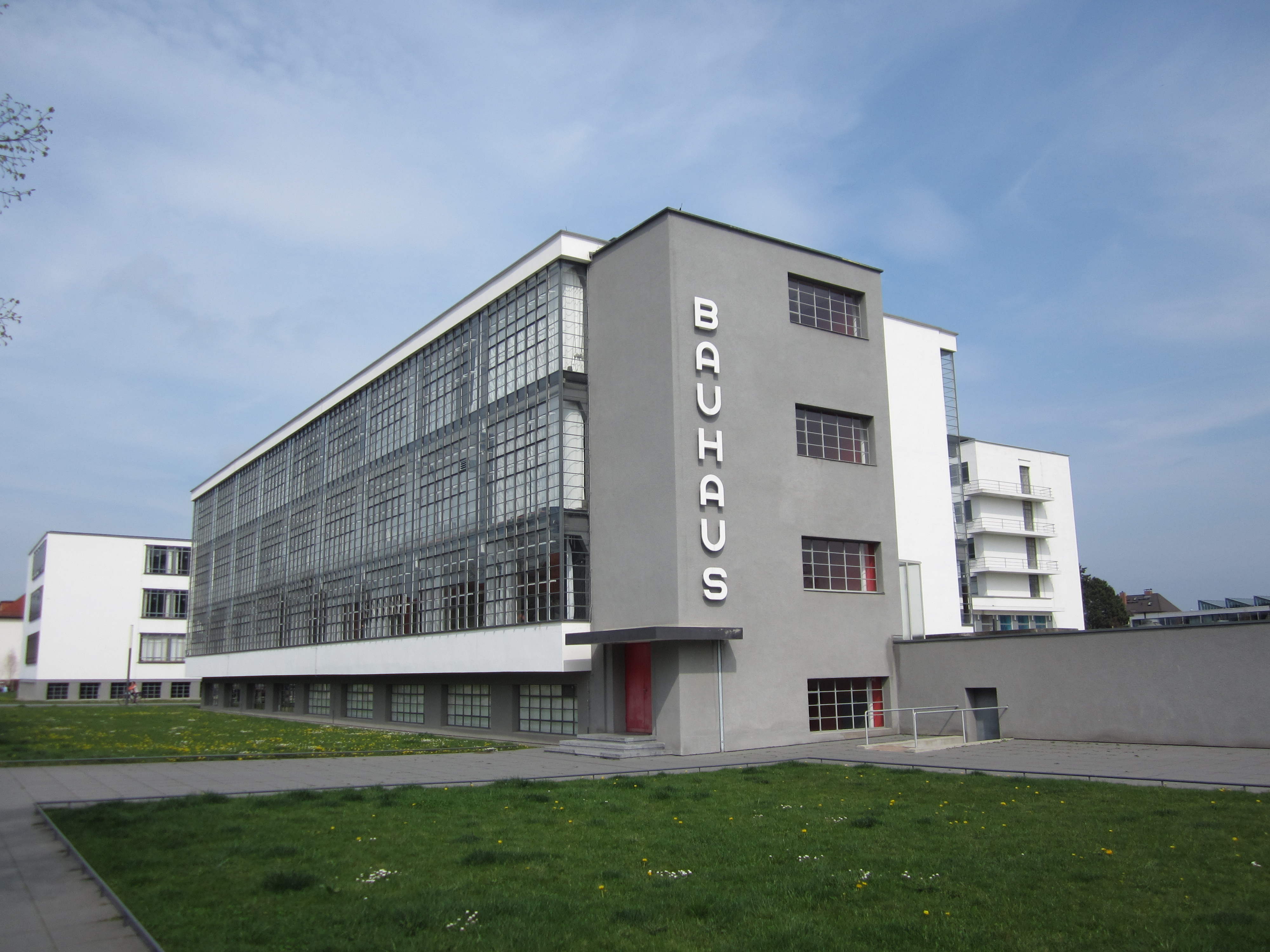
Bâtiment du Bauhaus (construit en 1925-1926) à Dessau, en Allemagne.

Lors des élections régionales de 1924, le parti de la droite conservatrice Thüringer Ordnungsbund obtient la majorité à l'assemblée législative du Land de Thuringe. Le budget du Bauhaus est immédiatement et radicalement réduit. Aussi les contrats des enseignants sont-ils annulés en mars 1925. Walter Gropius et les maîtres du Bauhaus démissionnent de leurs fonctions en décembre. Plusieurs villes se montrent intéressées à accueillir l’école du Bauhaus. C'est finalement Dessau, dirigée alors par le social-démocrateFritz Hesse, qui est choisie.
En 1925, l’école est donc transférée à Dessau, où un grand terrain lui est affecté, à la périphérie de la ville. Walter Gropius y fait construire un mini-campus sous la supervision d’Ernst Neufert, collaborateur à son bureau d’architecture. Le bâtiment principal, qui abrite les ateliers, comporte une grande façade vitrée. Composé de deux corps en forme de « L », l’édifice offre plusieurs points de vue,. Outre les ateliers, chaque aile abrite un secteur défini : les bureaux de l’administration, le cabinet d’architecture, la bibliothèque et les logements des étudiants. Gropius décide d’adjoindre au complexe des résidences pour la direction. Il confie encore une fois la responsabilité du projet à Ernest Neufert. Le couple Gropius dispose d’une villa individuelle. Trois autres maisons jumelles sont destinées aux maîtres. Walter Gropius meuble sa maison avec des créations de Marcel Breuer.

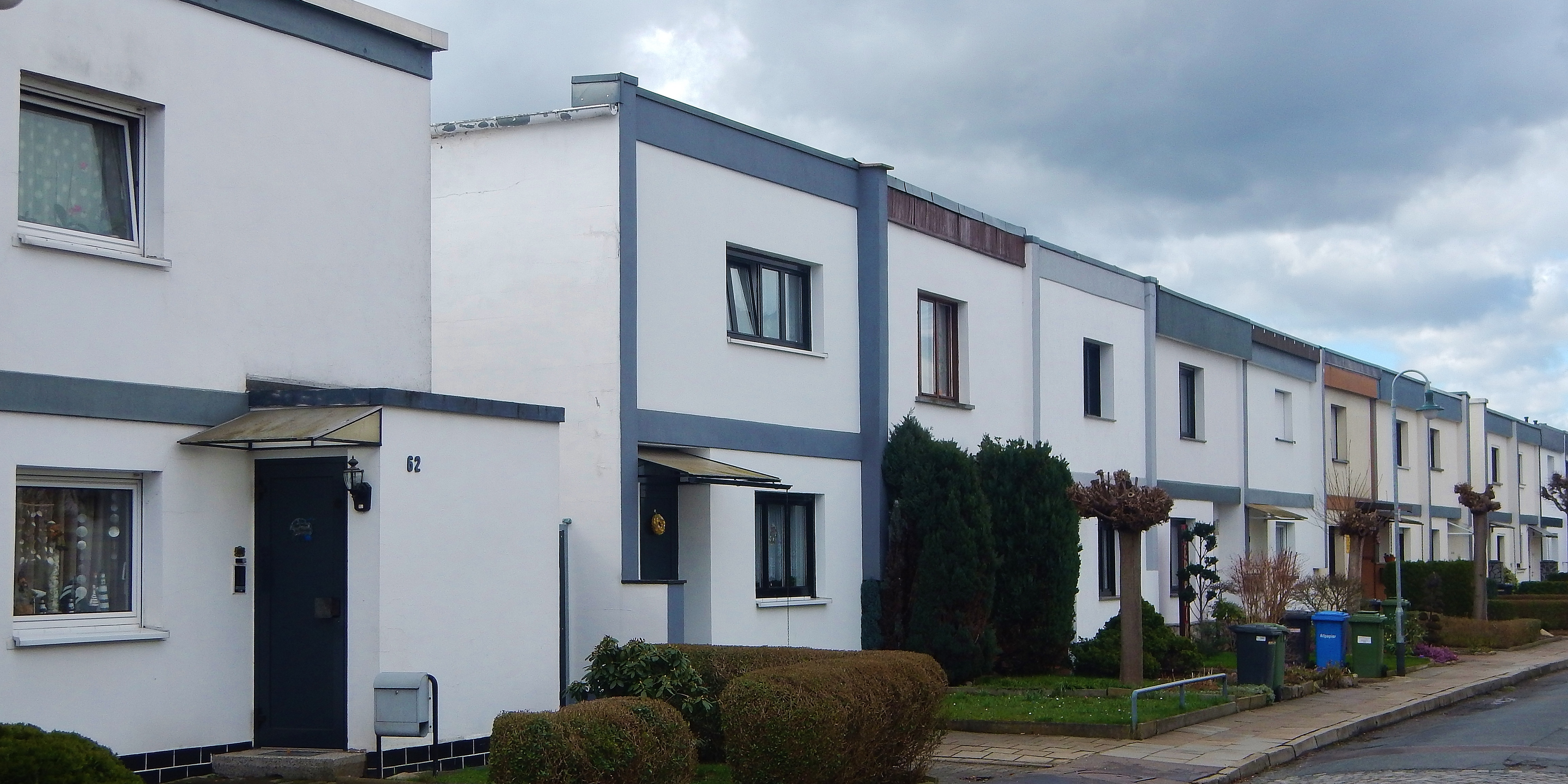
Cité Törten (1926-1928), lotissement en périphérie de Dessau en Allemagne.

À partir de 1926, le bureau d’architecture de Walter Gropius entame la construction de la cité Törten, un lotissement prévu pour accueillir plus de trois cents logements, situé en périphérie de Dessau. Le projet est une commande de la ville et bénéficie d’un financement de la part de la Société de recherche en économie appliquée au domaine immobilier du Reich. L'architecte peut enfin tester à grande échelle ses concepts de rationalisation, de standardisation et de production à la chaîne.
En 1927, Walter Gropius construit l’Office de placement (agence pour l’emploi) de Dessau. C'est un édifice remarquable par son agencement interne pensé pour répondre aux flux du public. La signalétique, la disposition des cloisonnements et la luminosité du bâtiment sont autant d’éléments qui combinent esthétique et fonction. L’Office est globalement apprécié par les critiques, Adolf Behne, par exemple, qui présente le bâtiment comme la plus remarquable construction de l’architecte. La même année, à la demande du metteur en scène Erwin Piscator, Gropius conçoit les plans d'un « Théâtre total », dont la scène est mobile et totalement modulable (une configuration frontale et deux configurations centrales). Les murs doivent pouvoir être utilisés pour des projections d'images et de film. Bien que resté à l'état de plan en raison d’un différend financier entre le metteur en scène et l’architecte, ce projet a néanmoins influencé durablement l’architecture théâtrale.

### 1928, l’après Bauhaus

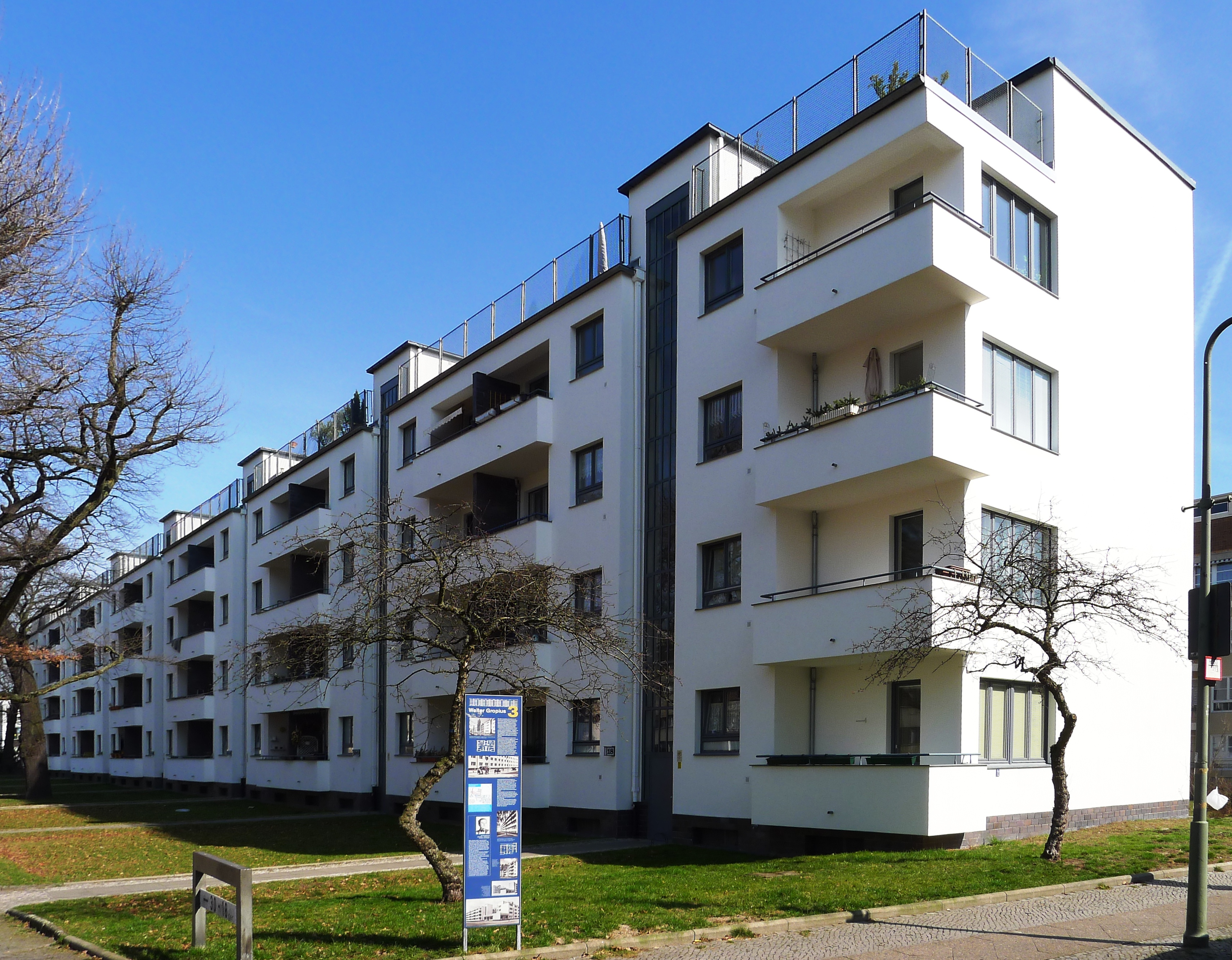
Immeubles réalisés par Walter Gropius à Siemensstadt à Berlin.

Walter Gropius démissionne de la direction de l'école du Bauhaus en 1928 en raison, semble-t-il, de problèmes économiques et d'organisation qui entraînent des frictions avec le maire de Dessau, Fritz Hesse. Il laisse l’école entre les mains de son nouveau directeur, Hannes Meyer, et installe son bureau d’architecture à Berlin. Il se consacre désormais à la construction de lotissements et d'immeubles. Il conçoit notamment les cités de Dammerstock à Karlsruhe et de Siemensstadt à Berlin,. Il effectue un premier long séjour aux États-Unis, et devient, en 1930, vice-président du CIAM (Congrès international d'architecture moderne). Il donne plusieurs conférences en Allemagne et à l’étranger, au cours desquelles il promeut les concepts du Bauhaus.
En 1933, le Parti national-socialiste accède au pouvoir en Allemagne. Walter Gropius se montre plutôt indifférent à ce changement politique. Il y voit même une opportunité, pensant que le nouveau régime peut s’intéresser à l'esthétique fonctionnelle du Bauhaus. L’architecte adhère à la Chambre de la culture du Reich fondée par Joseph Goebbels et participe au concours organisé par le pouvoir pour la construction du bâtiment de la Reichsbank à Berlin. Son projet n’est cependant pas choisi. En 1934, il dessine un pavillon pour l’exposition de propagande « Peuple allemand - Travail allemand ». La même année, Gropius conçoit aussi, dans un style moderniste, la Maison du travail allemand à Berlin, un projet refusé par Adolf Hitler. Faute de commande et sans perspective, il déménage en Grande-Bretagne en 1934, mais retourne plusieurs fois en Allemagne avec l’intention d’y rouvrir son agence. Il arrive à la gare de Victoria avec sa femme Ise en octobre 1934 ; il est accueilli sur le quai par Jack Pritchard. Pritchard avec sa firme, Isokon, venait d'achever un remarquable immeuble d'appartements, les Lawn Road Flats à Hampstead dans lesquels il installe les Gropius. Ils y seront rejoints par Marcel Breuer et László Moholy-Nagy, faisant pendant deux ans de Londres l'épicentre du Modernisme. À Londres, il fonde une agence d’architecture avec le Britannique Maxwell Fry.

### 1937, exil aux États-Unis

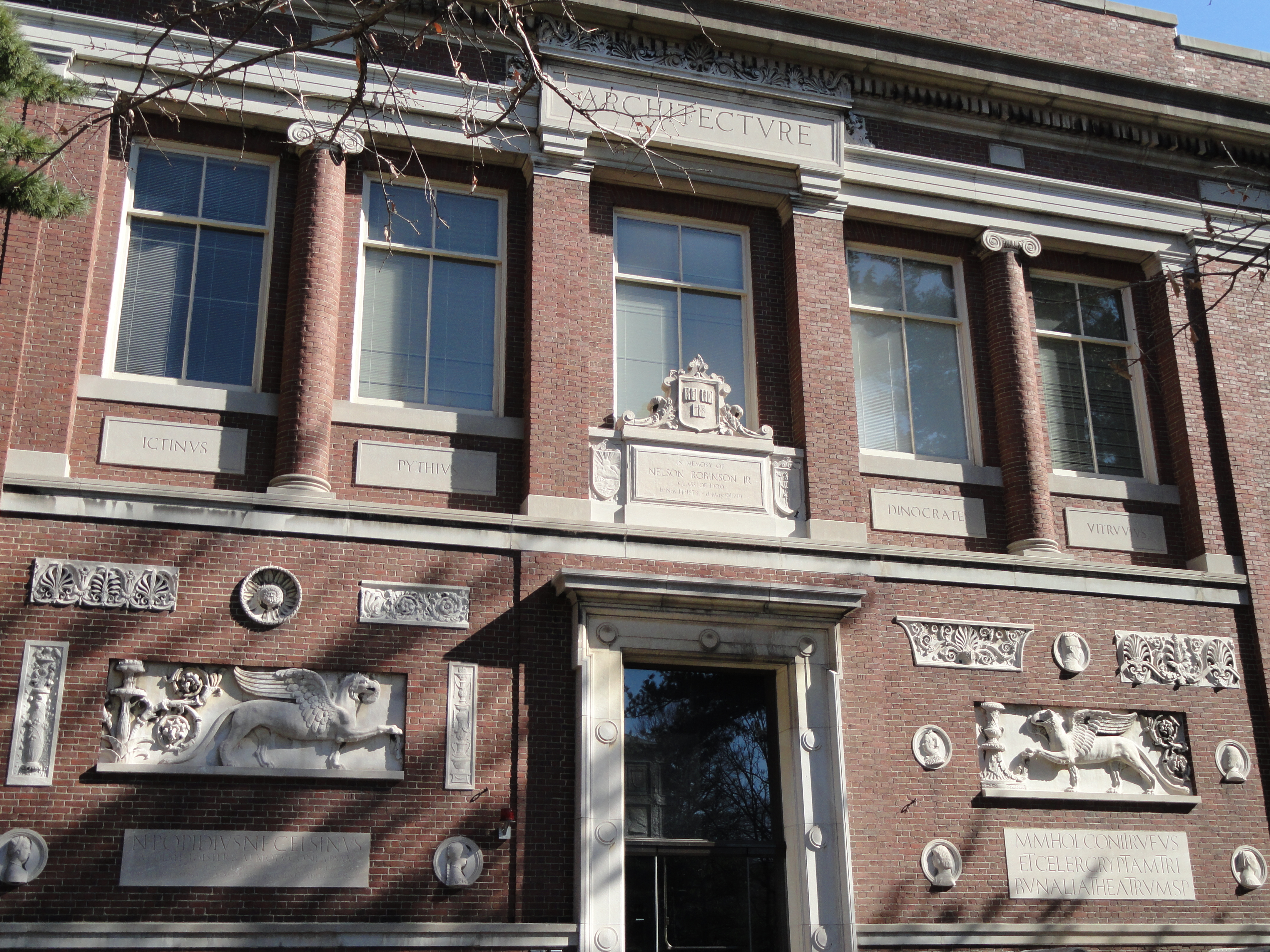
Robinson Hall, bâtiment de la Harvard Graduate School of Design.

En 1937, Walter Gropius décide d'émigrer aux États-Unis avec sa femme et Beate, leur fille adoptive,. Il obtient un poste de professeur à la Graduate School of Design de l’université Harvard. Son absence de critique envers le pouvoir nazi lui permet, contrairement à d'autres exilés allemands, de faire transférer aux États-Unis ses biens mobiliers. Certains de ses étudiants deviennent des architectes notoires, par exemple Philip Johnson, Paul Rudolph ou encore John M. Johansen. L’année suivante, il devient le directeur de l'établissement. En parallèle à cette activité d'enseignant, il ouvre également son agence d’architecture. Son ancien élève Marcel Breuer y est son associé jusqu'en 1941. Il conçoit sa maison en 1938 au 68 Baker Bridge Road à Lincoln, dans la périphérie de Boston. En 1944, Gropius obtient la nationalité américaine.
En 1946, il co-fonde l'agence The Architects Collaborative (TAC) avec les jeunes architectes Norman Fletcher, Jean Fletcher, John Harkness, Sarah Harkness, Robert McMillan, Louis McMillen et Benjamin Thompson. L’année suivante, il fait un voyage en Allemagne sans pouvoir retourner sur les lieux emblématiques du Bauhaus, alors en zone d'occupation soviétique. Il est cependant choqué par l’état de délabrement du pays, qui porte encore les stigmates de la guerre.

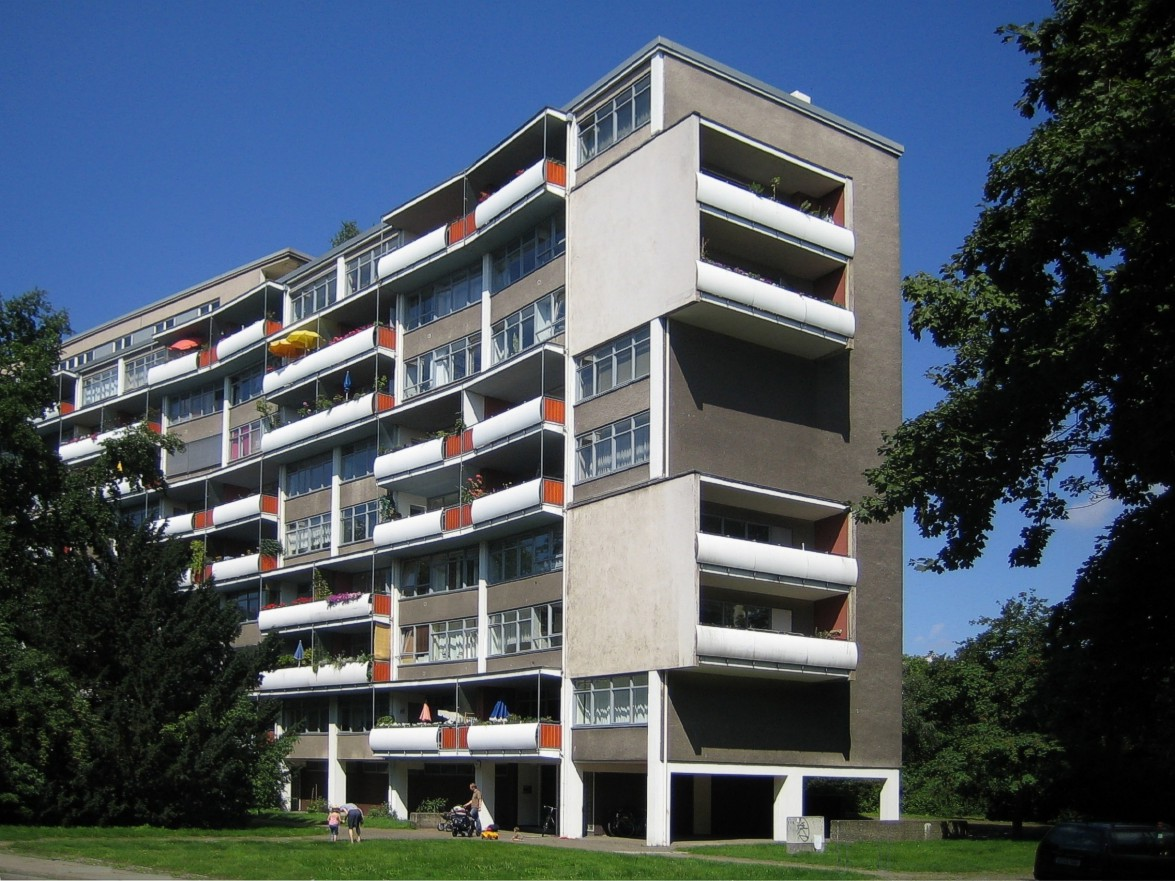
Ensemble d'habitations à Berlin-Hansaviertel.

Avec le TAC, Walter Gropius conçoit en 1948 le Graduate Center de Harvard, un ensemble de résidences universitaires. C’est sa première commande d’envergure sur le territoire américain. Plus tard, l’architecte est sollicité par la République fédérale d'Allemagne pour réaliser un ensemble d’immeubles d’habitations à Berlin dans le cadre de l’Exposition internationale d’Architecture de Berlin de 1957, dite « Interbau ». Il imagine quatre unités d’habitations accolées, qui suivent une légère courbe. Le bâtiment ne fait pas l’unanimité : le critique Nikolaus Pevsner lui reproche notamment de privilégier le formalisme aux dépens des critères fonctionnels.

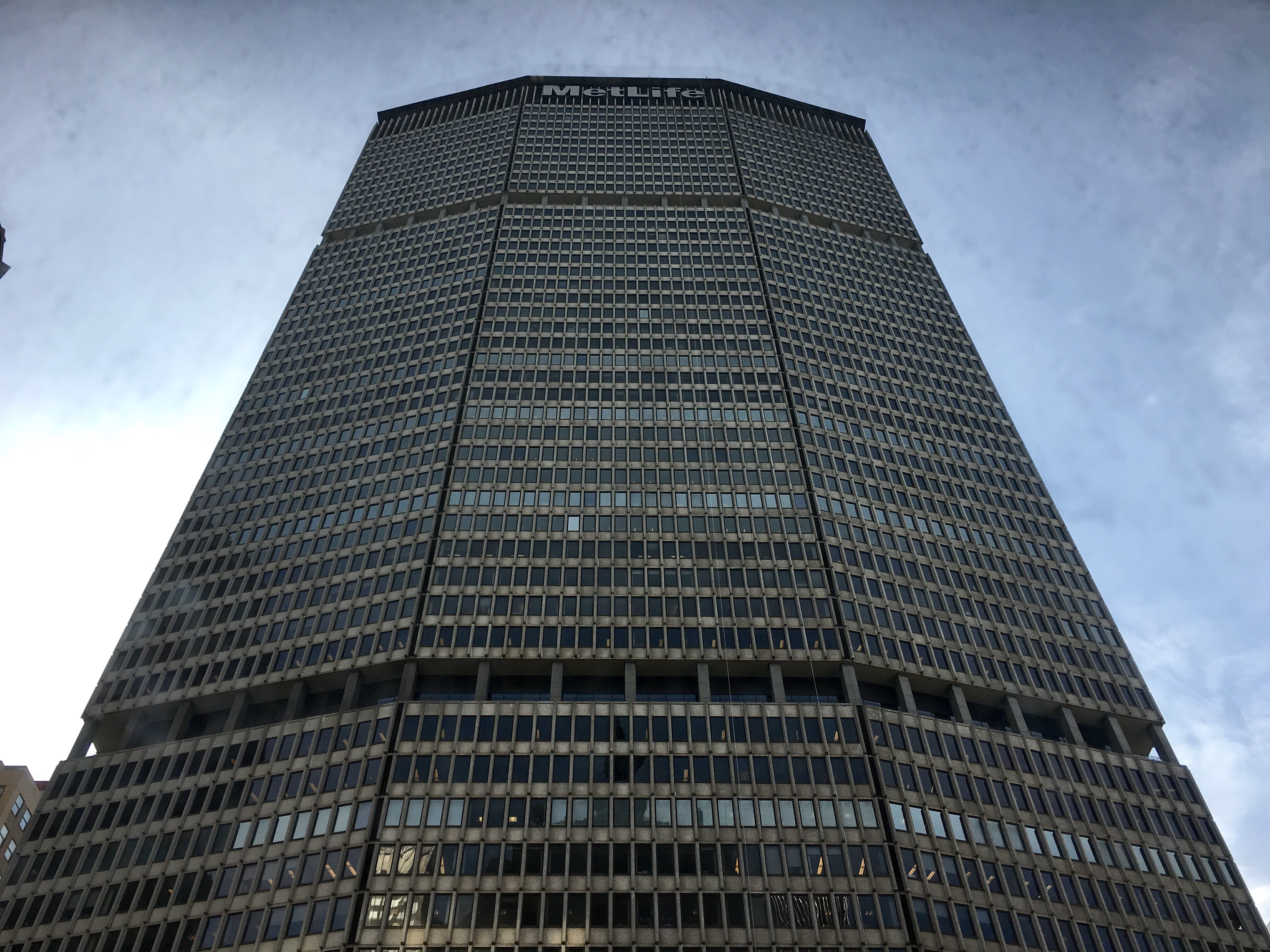
Pan Am building, dorénavant appelé MetLife Building, New York.

En 1958 commence l’édification du Pan Am Building, un gratte-ciel de 59 étages situé à proximité de la gare centrale de Manhattan à New York. Ce bâtiment est issu de la collaboration du TAC avec les architectes Emery Roth et Pietro Belluschi. Le gratte-ciel a été rejeté par la critique et de nombreux New-Yorkais, moins cependant pour sa conception elle-même que pour son emplacement.
En 1959, Gropius reçoit la médaille d'or de l'AIA décernée par l'Institut américain des architectes. En 1962, il est élu membre de l’Académie américaine des arts et des lettres, puis, en 1967, membre associé de l'Académie américaine des beaux-arts, avant d'être nommé académicien en 1968.
Il réalise ses derniers projets au sein du TAC avec l’architecte Alexander Cvijanovic. Pour la verrerie Thomas à Amberg, il conçoit une « cathédrale de béton » en 1967. Il conçoit aussi les plans du Bauhaus-Archiv à Berlin, plans qu'Alexander Cvijanovic modifie quelque peu en 1976, sept ans après la mort de Walter Gropius, afin de les adapter au terrain finalement retenu pour ce projet.

### Fin de vie
On diagnostique à Gropius une inflammation des glandes, et l'architecte est admis à l'hôpital le 7 juin 1969 à Boston. Il est opéré le 15 juin. L'intervention réussit, ce qui laisse espérer une guérison. Cependant, il est victime d'une congestion des poumons, qui ne parviennent alors plus à fournir l'oxygène nécessaire au sang et au cerveau. Cette complication emporte Walter Gropius : il meurt dans son sommeil le 5 juillet 1969, à l'âge de 86 ans.

### Controverses
Selon Xavier de Jarcy, la correspondance de Gropius montre qu'il était antisémite,. Des témoins ont aussi rapporté des propos antisémites tenus dans la maison des Gropius, par exemple par la femme de Gropius, Ise : « Nous ne leur [les domestiques juifs] permettons pas de monter à l'étage parce que, vous savez, les Juifs sentent toujours mauvais » (Jews always stink).
Il s'accapare et utilise le travail, sans jamais la citer, de celle qui le considère comme son ami, la photographe Lucia Moholy (1894–1989), qui avait dû fuir Berlin à l'arrivée des nazis. Quand elle lui réclame ses biens, il répond : « […] il y a de nombreuses années à Berlin, vous m’avez donné tous ces négatifs. Vous imaginez bien que ces photographies me sont très utiles et que je les ai continuellement utilisées ; j’espère donc que vous ne m’en priverez pas. ». Elle s'insurge : « Vous ne vous attendiez pas à ce que je retarde mon départ [de Berlin] pour rédiger un contrat formel stipulant la date et les conditions de retour ? Aucun accord formel n’aurait pu avoir plus de poids que notre amitié ». Durant des décennies, la photographe doit faire appel à la justice pour récupérer - partiellement - son œuvre. 

## Héritage et distinctions

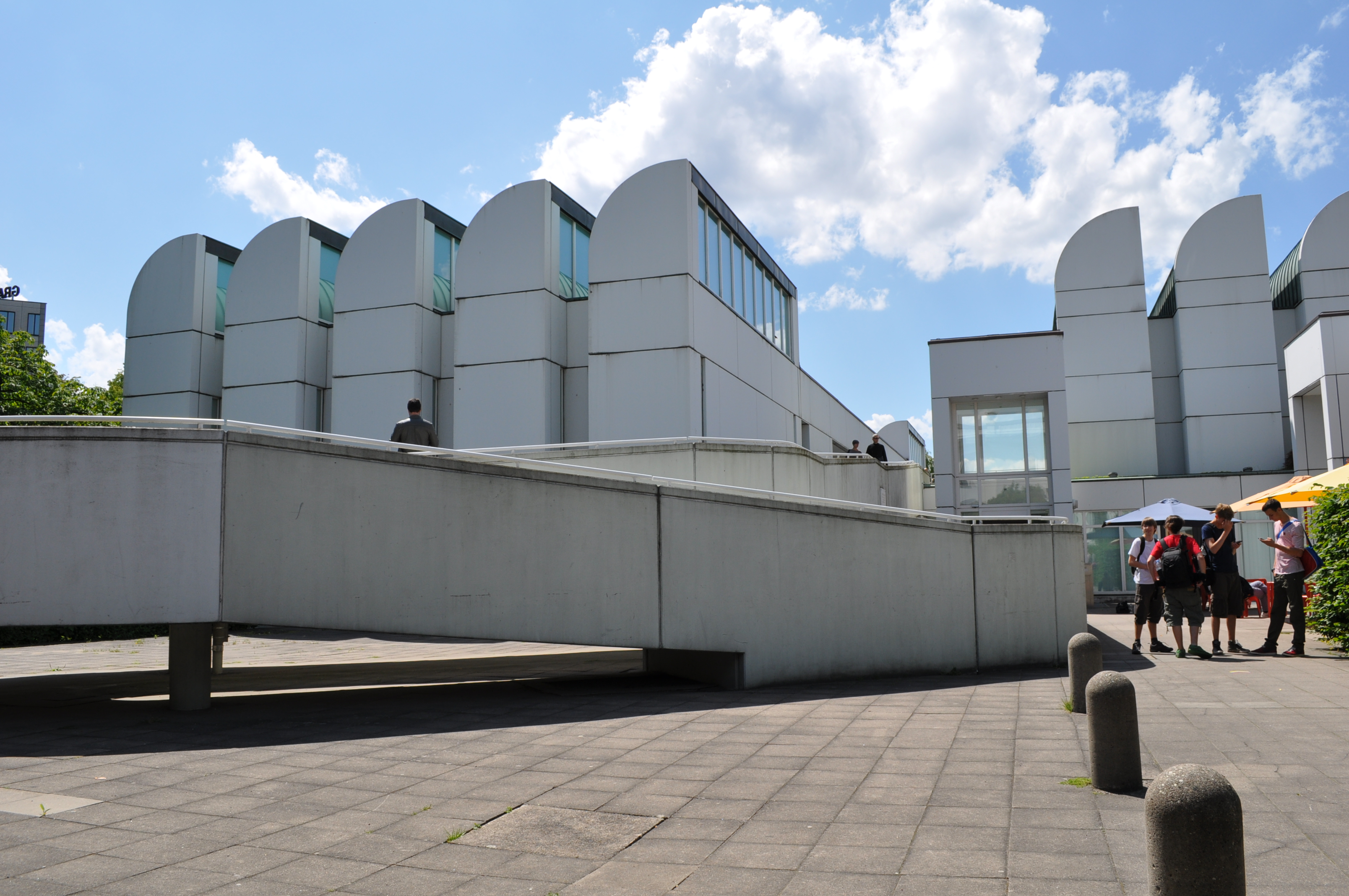
Musée Bauhaus-Archiv à Berlin.

À la mort de Gropius, sa veuve, Ise Gropius, fait photographier et archiver la collection de documents que l'architecte laisse derrière lui. Une partie de ces documents vont à la Houghton Library de l'université Harvard, l’autre partie rejoint le musée du Bauhaus-Archiv à Berlin. Ise Gropius cède également, en 1974, la maison Gropius de Lincoln à l’organisation de sauvegarde du patrimoine Society for the Preservation of New England Antiquities (depuis renommée Historic New England). En 2000, la maison Gropius est déclarée National Historic Landmark (site historique national) des États-Unis. L’immeuble Tower East à Shaker Heights est inscrit au Registre national des lieux historiques des États-Unis en 2014. 
Depuis la mort de l’architecte, plusieurs de ses créations ont été inscrites sur la liste du patrimoine mondial de l'UNESCO : l'usine Fagus est inscrite en 2011 ; le campus du Bauhaus de Dessau et la Haus am Horn en 1996.

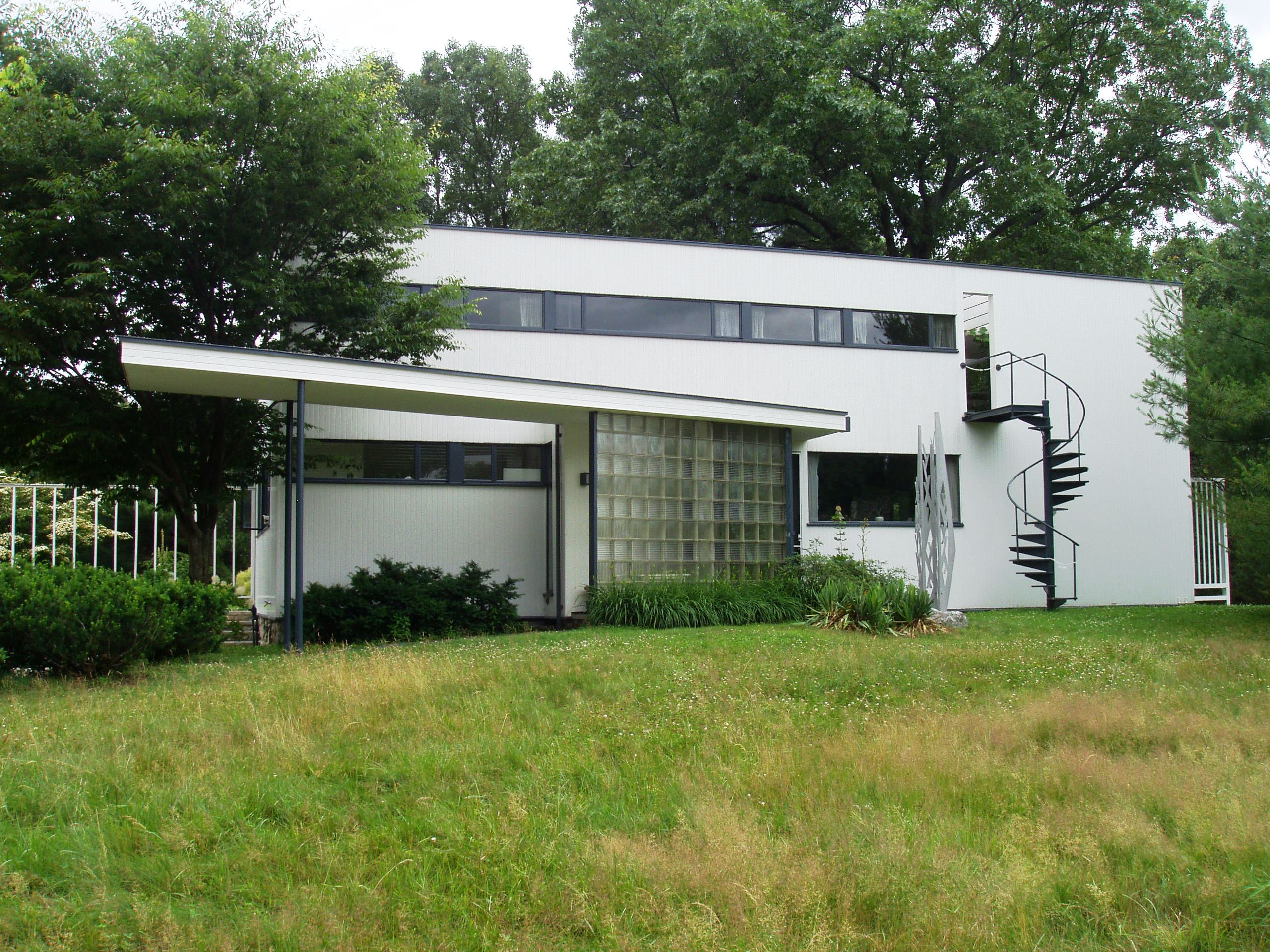
Maison Gropius à Lincoln.

À Berlin, le quartier Gropiusstadt construit dans les années 1960 suivant les plans de l’architecte porte son nom.
Un astéroïde découvert en 1989 par l’astronome allemand Freimut Börngen est nommé (9577) Gropius, en l’honneur de l’architecte.
Le 18 mai 2008, date du 125e anniversaire de la naissance de Gropius, Google rend hommage à l'architecte en reproduisant certaines de ses réalisations sur un de ses Google Doodle : on reconnaît entre autres le Bauhaus, le gratte-ciel de la Pan Am à New York, ainsi que le Monument aux morts de mars.
Une mini-série allemande créée par Lars Kraume, Bauhaus - Un temps nouveau (Die Neue Zeit), est diffusée en France (Arte) et en Allemagne (ZDF) en 2019. Elle retrace l'histoire du Bauhaus. Walter Gropius y est interprété par l'acteur August Diehl.

## Réalisations

### Architecture

#### Projets réalisés

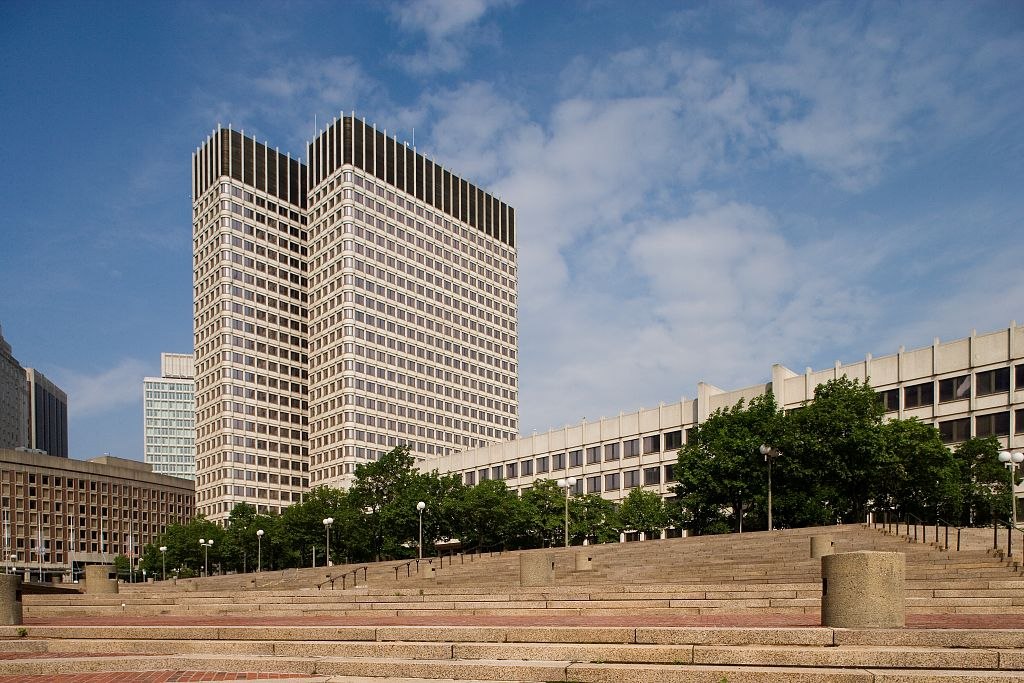
Le John F. Kennedy Federal Building à Boston dans le Massachusetts aux États-Unis.

- 1910-1911 : usine Fagus à Alfeld en Allemagne. Conçue avec Adolf Meyer.
- 1914 : Bureaux et usine modèles pour l'exposition du Deutscher Werkbund à Cologne en Allemagne.
- 1921 : Villa Sommerfeld à Berlin en Allemagne.
- 1925-1932 : Campus de l’école du Bauhaus de Dessau en Allemagne. Bâtiment principal, logements étudiants, villas des maîtres.
- 1926-1928 : Lotissements Törten à Dessau en Allemagne.
- 1927-1929 : Office de placement de Dessau en Allemagne.
- 1928-1929 : Cité de Dammerstock à Karlsruhe en Allemagne.
- 1929-1930 : Cité de Siemensstadt à Berlin en Allemagne.
- 1936 : Village College, à Impington dans le Cambridgeshire au Royaume-Uni.
- 1936 : 66 Old Church Street dans le quartier de Chelsea à Londres au Royaume-Uni.
- 1938 : Maison Gropius à Lincoln dans le Massachusetts aux États-Unis.
- 1939 : Maison Waldenmark, Wrightstown Township en Pennsylvanie aux États-Unis. Conçue avec Marcel Breuer.
- 1939-1940 : La villa Alan I W Frank à Pittsburgh en Pennsylvanie aux États-Unis. Conçue avec Marcel Breuer.
- 1942-1944 : Résidences de l’Aluminum City Terrace à New Kensington en Pennsylvanie aux États-Unis. Conçue avec Marcel Breuer.
- 1945-1959 : Hôpital Michael Reese à Chicago dans l’Illinois aux États-Unis.
- 1949 : Graduate Center de Harvard aux États-Unis. Sept résidences estudiantines reliées par des passages. Conçu avec le TAC.
- 1957 : Bloc d'immeubles à Berlin-Hansaviertel en Allemagne. Réalisé dans le cadre de l’Exposition internationale d’Architecture dite « Interbau ». Conçu avec le TAC.
- 1957-1960 : Université de Bagdad à Bagdad en Irak.
- 1959-1961 : Ambassade des États-Unis à Athènes en Grèce.
- 1960 : Temple Oheb Shalom à Baltimore dans le Maryland aux États-Unis.
- 1960 : Plans du quartier Berlin-Gropiusstadt en Allemagne.
- 1961 : la Wayland High School à Wayland dans le Massachusetts aux États-Unis. Conçu avec le TAC.
- 1963-1966 : John F. Kennedy Federal Building à Boston dans le Massachusetts aux États-Unis.
- 1963 : Immeuble de la Pan Am à New York aux États-Unis avec Pietro Belluschi. Conçu avec le TAC.
- 1967-1969 : Tower East à Shaker Heights dans l’Ohio aux États-Unis. Conçu avec le TAC.
- 1967-1970 : Verrerie Thomas, dite « Glaswerk » à Amberg en Allemagne.

#### Projets
- 1922 : Concours pour la Chicago Tribune Tower.
- 1927 : « Théâtre total », à la demande du metteur en scène Erwin Piscator.

### Écrits
- (de) Idee und Aufbau des staatlichen Bauhauses Weimar (Le Bauhaus, idées et organisation), Bauhaus Verlag, 1923.
- (en) Scope of Total Architecture, George Allen & Unwin, 1956.
- (en) The Architects Collaborative: 1945-1965, Architectural Book Publishing Company, 1966.
- (en) (avec Ise Gropius) Apollo in the Democracy: The cultural obligation of the architect, McGraw-Hill, 1968.
- Architecture et société, choix et présentation de L. Richard, traduit de l'allemand par Dominique Petit, Éditions du Linteau, 1995, 199 p.  (ISBN 9782910342036).